# Frasnoy Communal Cemetery
Frasnoy Communal Cemetery is een Britse militaire begraafplaats gelegen in de Franse plaats Frasnoy (Noorderdepartement). De begraafplaats wordt onderhouden door de Commonwealth War Graves Commission.
De begraafplaats telt 36 geïdentificeerde Gemenebest graven uit de Eerste Wereldoorlog.